# Леополд V Бабенберг
Леополд V (на немски: Leopold V, der Tugendhafte/Tugendreiche), наричан Добродетелни, е средновековен германски благородник от династията Бабенберги, херцог на Австрия от 1177 и Щирия от 1192 г. до смъртта си.

## Произход
Роден е през 1157 година. Син е на австрийския херцог Хайнрих II Язомиргот от брака му с византийската принцеса Теодора Комнина, дъщеря на Андроник Комнин, внучка на император Йоан II Комнин.

## Херцог на Австрия
Леополд V наследява баща си Хайнрих като херцог на Австрия след смъртта му на 13 януари 1177 г. Скоро след това херцог Леополд се намесва в политиката на съседна Бохемия, като подкрепя Фредерик (Бедрих) в борбата му срещу херцог Собеслав I. Последният по-рано е подел кампания срещу Австрийското херцогството, но през 1179 г. Леополд постига мирно споразумение с чехите. На 17 август 1186 г. той се договаря с Пакта от Георгенберг с Отокар IV Щирски, с което Щирия и централната част на Горна Австрия са обединени в Херцогство Австрия след 1192 година. Това е първата стъпка към създаването на модерна Австрия.

### Трети кръстоносен поход
Леополд V е помнен извън Австрия основно с участието си в Третия кръстоносен поход. Той пристига навреме за да участва в обсадата на Акра през пролетта на 1191 г., след като отплава от Задар на Адриатическото крайбрежие. Леополд V поема командването на това, което е останало от имперските войски след смъртта на Фридрих Швабски, наследил по време на похода Фридрих Барбароса. Според легендата за цветовете на династията Бабенберг бойната туника на австрийския херцог е така напоена с кръв след битката, че когато той сваля колана си остава бяла лента около кръста му. Император Хайнрих VI му дава привилегията да приеме тези хералдически цветове, които по-късно ще се превърнат в национално знаме на Австрия.
След като Акра пада, херцог Леополд развява знамето си над града заедно с тези на Йерусалимското кралство, Ричард I и Филип II. Ричард обаче отстранява знамената на Леополд и херцогът заминава разгневен за австрийския си дом, където пристигна в края на 1191 г.

### Плен на Ричард I
Леополд не забравя унижението и му се предоставя възможност за реабилитация. Когато Ричард се връща обратно, пътуващ под прикритие, е разпознат (вероятно заради пръстена му) и арестуван във Виена с обвинение в убийството на Конрад, граф на Монферат. Леополд получава за Ричард огромен откуп, предполагат се шест хиляди кофи (около 23 тона) сребро. Този откуп се превръща в основа за създаване на монетния двор във Виена и се използва за изграждане на нови градски стени, както и за основаването на градовете на Винер Нойщат и Фридберг в Щирия. Този акт на Леополд не остава без последици – херцогът бива отлъчен от църквата от папа Целестин III за това, че е взел за затворник кръстоносец. Според Рене Грусе Леополд запазва откупа и отстъпва пленника си на Свещения римски император, който също под заплаха от отлъчване окончателно освобождава Ричард срещу владетелските права над остров Кипър.

### Смърт
През 1194 г. Леополд пострадва тежко, когато конят му пада върху него по време на турнир в Грац. Херцогът умира от гангрена на 31 декември 1194 година, все още отлъчен от църквата, но е погребан в абатството Хайлигенкройц.

## Семейство
Леополд V се жени на 12 май 1172 г. или през 1174 г. за Елена (Илона) Унгарска (* ок. 1158; † 25 май 1199) от род Арпади, сестра на унгарския крал Бела III (1148 – 1196), дъщеря на унгарския крал Геза II (1130 – 1162) и Ефросиния (Фружина) Мстиславна от Киев (1130 – 1186). Тя ражда поне 2 деца:
- Фридрих I Бабенберг (* 1175; † 16 април 1198), 3-ти херцог на Австрия
- Леополд VI Бабенберг (* 1176; † 28 юли 1230), 4-ти херцог на Австрия (1198 – 1230) и Щирия (1194 – 1230).
- Агнес (* 4 август)
- Берта (* 5 март)